# Mooring Point
Der Mooring Point ist eine Landspitze im Osten von Signy Island im Archipel der Südlichen Orkneyinseln. Er liegt zwischen dem Drying Point und dem Knife Point am Ufer der Factory Cove an der Südseite der Borge Bay.
Der Name der Landspitze erscheint erstmals auf einer Landkarte, die 1927 nach einer groben Vermessung der Borge Bay durch Wissenschaftler der britischen Discovery Investigations entstand. Wahrscheinlich geht die Benennung auf Walfänger zurück, die damit beschrieben, dass sie die Landspitze als Anlegeplatz nutzten.